# 王国的兴起
《国家的崛起》，是一款即时战略游戏。游戏由Big Huge Games公司开发，并由微软公司在2003年5月20日发行。2004年4月28日又发行了资料片王國的興起：政權保衛戰（Rise of Nations: Thrones and Patriots）。在2006年5月9日推出的（Rise of Nations: Rise of Legends）雖被視為是續作，但其遊戲背景則有重大改變。
《王國的興起：扩展版》是本作的扩展版，于2014年6月在Steam发行，于2017年9月在Windows 10商店发行。

## 遊戲特色
王國的興起同其他的即時戰略遊戲相比有這些不同之處：
1. 遊戲中可以通過修建城市和發展科技及興建城堡來擴展領土。
2. 部隊和建築會隨著擁有的數量而增長生產價格。
3. 當一個國家研發了損耗科技後，任何與其敵對的部隊都會在它的領域內受到緩慢而持續的傷害，補給車可以防止損耗。另外，間諜和斥候永遠不受損耗傷害。
4. 建造奇觀會給國家帶來額外的加分。
5. 遊戲中如果末日時鐘倒數到0，則遊戲自動結束，所有的玩家都会输。
6. 《世界末日》：當核子飛彈爆炸時，便會開始倒數。此後，任何核子武器的爆炸都會使倒數再減一。當倒數為零時，所有玩家都輸了。請謹慎的使用核子武器，不要贪图勝利而葬送了人類的未來。

除了上述幾點外，王國的興起在其他地方如介面與遊玩方式上其實與同為微軟發行的即時戰略遊戲世紀帝國系列非常類似，其也採用使用2D引擎顯示建築物和地形，使用3D引擎來顯示移動單位，同時支持單人和多人在線遊戲。

## 國家和文明

### 攻擊型文明
- 《土耳其》「擁有攻城的力量」
  - 所有攻城、砲兵與砲擊單位的視野和射程增加3。
  - 每建造一個新的攻城工廠或兵工廠，就可免費獲得2個攻城單位。
  - 市民價降33%，征服城市的同化時間減少200%。
  - 免費升級攻城單位。在圖書館的軍事研究成本減少33%。

- 《蒙古》「擁有遊牧的力量」
  - 每次建造1座新的馬廄或車廠，就可免費獲得射擊騎兵（遊戲一開始有1名），具備2項軍事研究時可得2名，具備3項軍事研究時可得3名。
  - 馬廄和車廠的單位生產成本便宜10%且單位生產時間減少20%。
  - 每多控制1%的世界大陸，所額外獲得的食物量是所有民族食物量的一半。
  - 各單位的損耗率降低50%。還可以有免費的糧秣搜索、補給或後勤學研究。

- 《阿茲特克》「擁有祭祀的力量」
  - 駐守在軍營、馬廄或碼頭的單位每消滅一個敵人時，每個時期可以獲得15單位的資源（最多60單位）。
  - 從敵方建築得到的掠奪物增加100%。
  - 遊戲開始時，圖書館就已具備1項軍事研究。
  - 每建立1個新的軍營就可免費獲得1名輕步兵（遊戲一開始獲得1名，到了古典時代並具備1項軍事研究可獲得2名，到了火藥時代並具備3項軍事研究可獲得3名）。

- 《拉科塔》「擁有平原的力量」
  - 每新增市民、斥候或騎兵單位後，而不是在新建造農場和穀倉後，食物增加4；但駐守時除外。
  - 敵軍看不見邊界。可以在不屬於敵人領域內的任何地方建造建築物。
  - 免費升級射擊騎兵。

- 《日本》「擁有榮譽的力量」
  - 每個時代加上軍事研究時，軍營的單位產成本降低7%、單位生產時間減少10%。
  - 每個時代加上軍事研究時，軍營單位對建築增加5%的額外損害。
  - 碼頭的單位生產成本減少10%、航空母艦的生產時間減少33%。
  - 建造農場的成本減少50%。農場及漁民生產的資源量增加25%。

- 《法國》「擁有領導的力量」
  - 每建造一座新堡壘，就可免費獲得一位將軍。
  - 補給車可以治療您的部隊。只要建造一座攻城工廠或兵工廠，就能免費獲得一輛補給車。
  - 攻城工廠與兵工廠單位的生產成本降低15%、單位生產時間減少25%。這些單位的移動速度也加快。
  - 木材廠的建造成本及研究成本都是免費的。伐木場的伐木市民增加1。木材的商業上限增加10%。

- 《班圖》「擁有遷徙的力量」
  - 城市上限增加1（必須研究至少1項民事），建造城市的成本減少75%。
  - 人口上限增加100%，可以超過最大限制25%（最大上限為330）。
  - 軍營單位與市民的移動速度增加25%。
  - 單位升級不需要進行軍事研究。

- 《羅馬》「擁有凱薩的力量」
  - 堡壘的建造成本減少25%、建造時間減少50%，民族邊界增加3，並可免費升級堡壘。
  - 軍營內重裝步兵的生產成本降低10%、生產時間降低10%。遊戲開始時，圖書館就已具備一項軍事研究。
  - 每次建造一座新的軍營，就可免費獲得重裝步兵（古典時代為1名，火藥時代且具備3項軍事研究時為2名，工業時代且具備5項軍事研究時為3名）。
  - 城市額外提供財富增加10。

### 攻擊和經濟型文明
- 《德國》「擁有工業的力量」
  - 穀倉、木材廠及冶煉廠的生產升級成本減少50%、可更快建造和研發產能科技。
  - 城市額外提供食物、木材及金屬各增加5。建造完成加分增加50%。
  - 潛水艇與火攻船的生產時間降低33%、生產成本降低25%。
  - 空軍單位的生產時間降低33%。每建造1座新空軍基地都免費提供2架戰鬥機。

- 《易洛魁》「擁有民族的力量」
  - 每建造1座軍營單位就可免費獲得1個斥侯單位。斥侯單位可以免費升級並且能穿越森林。
  - 第1個議會免費且能即時建造。
  - 每個伐木營會食物額外增加2。
  - 軍事單位（包含斥侯）在盟友領域不攻擊時都會隱蔽起來。所有單位在盟友領域不移動時會痊癒。軍營單位的生命值增加5%。

- 《美國》「擁有革新的力量」
  - 如果沒有其他民族也建造相同的奇觀，就可以馬上建造第1個奇觀（不包括太空計畫或超級對撞器）。
  - 可免費成立政府。遊戲開始就擁有免費的科學科技。每所新大學還可免費獲得一名學者。
  - 空軍單位及航空母艦的生產成本減少20%。從現代開始，每建造1座空軍基地就可得到1架免費的轟炸機。
  - 軍事單位的升級成本減少25%。每個非斥侯的軍營單位可獲得食物、木材、金屬和財富各增加3（這些單位處於駐守狀態時例外）。

### 防禦型文明
- 《俄羅斯》「擁有祖國的力量」
  - 敵人單位在您領域內損耗增加100%。損耗升級免費。
  - 每提升民事科技的等級，民族邊界就增加1。開始時在圖書館有1項免費的民事研究。
  - 生產間諜的成本降低50%。
  - 騎兵單位對敵人的補給和砲兵單位，傷害增加25%。
  - 敵人從俄羅斯建築掠奪而來的資源並非會給掠奪他們的敵人，而是會給被佔領的本國。石油蒐集率增加20%。

- 《馬雅》「擁有建築的力量」（防禦型文明）
  - 城市、塔樓、堡壘等會發射較多的弓箭或子彈，這包括沒有單位駐守的城市。
  - 建築的生命值上限增加25%、建造所有非世界奇觀的建築物建造時間減少20%。
  - 建築木材減少25%（奇觀和軍事建築除外）。

### 防禦和經濟型文明
- 《中國》「擁有文化的力量」
  - 在圖書館的科學成本減少20%。
  - 免費獲得藥草學、醫藥與藥學升級。
  - 一開始就擁有大城。您發現的新城市會變成大城。
  - 可以立刻產生市民、商隊與商人。

- 《印度》「擁有君權的力量」
  - 一般奇觀、塔樓、瞭望台及堡壘會增加1/2的成本，而城市的成本會正常增加，除此之外建築物的成本是不會增加的。
  - 城市的視野範圍增加4。
  - 商隊收入增加15%。
  - 免費升級戰象，戰象單位的生產成本降低15%。

- 《波斯》「擁有儀式的力量」
  - 遊戲開始時，就有額外50%的食物。
  - 第2座城市就像是第2個首都，兩個首都都可以獲得首都邊界的加分，而且敵人必須同時佔領這兩個首都，才算是被擊敗。
  - 民事研究的成本降低30%。
  - 可免費升級稅收。
  - 可立即生產免費的商隊。

- 《韓國》「擁有傳統的力量」（防禦及經濟型文明）
  - 一開始就擁有寺廟，並能免費獲得宗教升級。
  - 一開始就多擁有1名市民，建造下一個城市後可再獲得3名市民，而之後每建造一個城市即可多獲得5名市民。
  - 建築物修復的時間減少50%。您的市民在建造或修復正被攻擊的建築時，速度和血量也不會受到影響。
  - 免費獲得民兵、後備民兵與游擊隊升級。建造塔樓的成本降低33%。

### 經濟型文明
- 《努比亞》「擁有貿易的力量」
  - 在您領域中的商人可蒐集增加50%的基本資源。在您領域中能看到稀有資源。
  - 商隊數量限制增加1。
  - 您在一開始時就擁有市場，並一直能以賣出增加20／購入減少20的價格加分進行資源貿易。
  - 商人、商隊的生產成本及市場建造成本降低10%，生命值增加50%。

- 《印加》「擁有黃金的力量」
  - 礦坑除了產生金屬外，還額外產生財富。
  - 財富商業上限增加33%。
  - 在您的單位被敵人消滅後，可以獲得該單位的生產成本25%。

- 《埃及》「擁有尼羅河的力量」
  - 一開始就擁有穀倉，並能免費升級穀倉。
  - 食物商業上限增加10%。
  - 每個城市可以建造7座農場。農場產生的財富增加2。
  - 建造奇觀的成本減少25%，可以提早一個時代建造，並能在每個城市建造兩個奇觀。

- 《希臘》「擁有哲學的力量」
  - 圖書館的科技研發成本降低10%（知識除外）且研發時間降低100%。
  - 遊戲一開始，就可以建造大學並蒐集知識。
  - 圖書館和大學的建造成本降低66%。

- 《英國》「擁有帝國的力量」
  - 商業上限增加25%。透過稅收可得到雙倍的收入，而且稅收的升級成本減少50%。
  - 船隻的建造時間減少33%。每建造1個新的碼頭就可免費獲得1艘漁船。
  - 可以免費升級步行弓兵。每建造1座軍營，就可獲得免費的弓兵（遊戲剛開始為1名，到了中古時代增加為2名，而火藥時代為3名）。
  - 堡壘與塔樓的射程增加2。
  - 防空單位與建築的生產成本減少25%、建築和生產時間減少33%。

- 《荷蘭》「擁有商業的力量」
  - 遊戲開始時，圖書館就有免費的商業研究，往後所有的商業研究成本皆減少10%。
  - 遊戲開始時，就擁有市場和2名商人。
  - 只要庫房裡各項資源超出都可再增加5（知識除外）。這項收入可比商業設限增加50。
  - 每次建造完成1座碼頭，就可免費獲得一艘輕型船隻，而且船隻的升級成本減少10%。

- 《西班牙》「擁有發現的力量」
  - 遊戲一開始就展現出地圖，而且您還多擁有1名斥侯（在「展現地圖」）遊戲中再獲得一名斥侯。
  - 免費升級斥侯單位，而且能夠快速使用斥侯能力。
  - 在進入工業時代前，每次建造1座碼頭就能免費獲得1艘重型船隻。
  - 可從廢墟獲得的資源增加30，每提高1項科學等級就可從廢墟獲得的資源再增加26。

## 時代和科技
想在王國的興起中獲勝，就必須研發科技。

### 圖書館時代
時代演進意味著民族在歷史上的發展，時代的演進讓民族可以有新的升級。
- I-遠古時代
  - 新資源：食物、木材、財富。
- II-古典時代 （研發成本：250食物、研發需求：2項的圖書館研究）
  - 新資源：知識、金屬。
  - 新建築：議會、堡壘、馬廄和攻城工廠。
- III-中古時代 （研發成本：275食物、275知識；研發需求：之前時代的所有圖書館研究、加上本時代的共6項研究）
  - 新兵種：補給車、間諜。
- IV-火藥時代（研發成本：600食物、600知識；研發需求：之前時代的所有圖書館研究，加上本時代的共10項研究）
  - 新兵種：火藥單位。
- V-啟蒙時代 （研發成本：650食物、1,300知識；研發需求：之前時代的所有圖書館研究，加上本時代的共14項研究）
  - 新兵種：火藥單位、加農砲單位。
- VI-工業時代 （研發成本：1,050食物、2,100知識；研發需求：之前時代的所有圖書館研究，加上本時代的共18項研究）
  - 新資源：石油。
  - 新建築：空軍基地。
  - 新兵種：戰車、戰鬥機。
- VII-現代 （研發成本：1,500石油、3,750知識；研發需求：之前時代的所有圖書館研究，加上本代的共22項研究）
  - 新建築：飛彈筒倉。
  - 新兵種：飛彈、火箭。
- VIII-資訊時代 （研發成本：2,400石油、6,000知識；研發需求：之前時代的所有圖書館研究，加上本代的共26項研究）

### 圖書館科技
圖書館科技是遊戲中最重要的科技，圖書館科技包含了時代、軍事、民事、商業和科學的五大類科技。
- 《軍事等級》（研發成本：食物、金屬、知識）
  - 增加人口上限。一般最大的人口上限為200，但在建造世界奇觀《羅德斯島巨像》和取得稀有資源《孔雀》後，最大的人口上限可以至270。
  - 新建築：軍營、馬廄、塔樓（升級為城樓、防衛塔）
  - 新建築：攻城工廠、堡壘（升級為城堡、要塞、碉堡、棱堡）、空軍基地、飛彈筒倉。
  - 新研究：堡壘科技、軍事單位的升級。
- 《民事等級》（研發成本：食物、知識）
  - 提高能夠建造城市的數目，並擴張民族邊界。
  - 新研究：寺廟和塔樓的科技。
- 《商業等級》（研發成本：食物、木材）
  - 提高食物、木材、金屬、財富、知識和商隊數量限制的上限。
  - 當達到商業等級2時，能夠在市場進行資源的買賣；當達到商業等級3時，可允許商隊至結盟或和平的國家進行貿易。
  - 新建築：碼頭、市場。
- 《科學等級》（研發成本：財富、知識）
  - 所有研究的成本和研發時間各減少10%。
  - 增加斥候、城市、瞭望台的視線範圍。
  - 提高探索所獲得的資源數量（每研發一等級，就增加25）。
  - 新建築：寺廟、穀倉、木材廠、冶煉廠、煉油廠。
  - 新研究：大學、穀倉、木材廠、冶煉廠的科技。

### 四大科技
研发完资讯时代的所有科技之后，可以研发四大項新的科技项目，将极大提升玩家的所控制的国家实力。
- 《飛彈防禦網》（研發成本：3,300金屬、4,400知識）
  - 敵軍的飛彈不會在您的領域內爆炸。
  - 世界末日的時鐘倒轉2格。
- 《世界政府》（研發成本：3,300食物、4,400知識）
  - 立即贏得所有計時器勝利、立即同步化敵方城市和首都。
- 《全球繁榮》（研發成本：3,300財富、4,400知識）
  - 提高食物、木材、金屬、財富和知識的商業上限至999，資源生產量增加25%。
  - 空軍基地能夠研發隱形轟炸機和先進戰鬥機。
- 《人工智慧》（研發成本：3,300木材、4,400知識）
  - 將所有建築的單位生產時間變成立刻生產。

## 議會和愛國者
政府體制能讓國家軍事及非軍事額外的加乘效果。首先當國家晉升為「古典時代」後，就能夠要建立一個議會，並且研發適當的科技。每一種政府體制也能夠建立一個「愛國者」，愛國者是一種能力加成的將軍，能夠提升國家的軍事或是經濟力量。
如果在首都之外的城市建造議會，那麼該座城市會變成新首都。每個玩家的領域只能存在一座議會，必須要摧毀舊有的議會才能再次建造。
如果愛國者死亡，那麼會在議會中重生。如果議會所在的首都被敵方佔領了，那麼會重生在鄰近的城市。

### II-古典時代
- 《專制政治》（研發成本：84食物、84財富）
  - 軍事研究和及軍營的單位生產成本減少15%。
  - 獲得「專制君主」，提供補給、視線、掠奪加分的愛國者。
- 《共和政體》（研發成本：84食物、84金屬）
  - 商業上限增加50。
  - 獲得「議員」，提供治癒、行賄、建築物防禦加分的愛國者。

### IV-火藥時代
- 《君主政治》（研發成本：350財富、280知識）
  - 馬廄的單位生產成本減少25%，而且也能夠降低生產時間。
  - 獲得「君主」，提供補給、攻城、騎乘單位戰鬥優勢的愛國者。
- 《民主政治》（研發成本：350金屬、280知識）
  - 非圖書館科技減少20%。
  - 獲得「總統」，提供生產、建設、治療優勢的愛國者。

### VI-工業時代
- 《社會主義》（研發成本：1,200財富、800知識）
  - 兵工廠、空軍基地和碼頭的單位生產成本減少20%，而且也能夠降低生產時間。
  - 獲得「主席同志」，提供補給、戰鬥、同化優勢的愛國者。
- 《資本主義》（研發成本：1,200金屬、800知識）
  - 石油上限增加100和額外增加500石油。
  - 獲得「總裁」，提供防禦、遠距攻擊、治癒優勢的愛國者。

## 世界奇觀
建造每个奇观可以增加你的奇观点数，这在某些游戏中是胜利条件之一。
征服世界战役的所有场景中都不允许建造世界奇觀。
《巴比倫空中花園》、《紫禁城》和《紅堡》為在政權保衛戰中新增之奇觀。

### II-古典時代
- 《金字塔》（建造成本：200食物、200木材）
  - +1奇觀點數。
  - 食物蒐集率增加20%。
  - 食物與財富的商業上限增加50。
  - 城市上限+1，且建造成本減少33%。
- 《羅德斯島巨像》（建造成本：200木材、200財富）
  - +1奇觀點數。
  - 財富的蒐集率增加30%。
  - 財富與木材的商業上限增加50。
  - 人口上限增加50。
- 《巴比倫空中花園》（建造成本：200食物、200財富）
  - +1奇觀點數。
  - 穀倉、木材廠及冶煉廠的生產升級成本減少66%。
  - 知識產能的上限增加50。

### III-中古時代
- 《兵馬俑》（建造成本：300食物、300財富）
  - +2奇觀點數。
  - 每 30 秒產生一個免費輕步兵單位。（每控制一個步兵單位就多增加1/2秒）
- 《大競技場》（建造成本：300木材、300金屬）
  - +2奇觀點數。
  - 民族邊界增加3
  - 敵方單位在您領域中的損耗增加50%。
  - 堡壘及塔樓的建造成本減少20%。
- 《紫禁城》（建造成本：300食物、300木材）
  - +2奇觀點數。
  - 做為您民族的另外一個重要城市。只要可以興建城市的地點都可以建造，而且在此奇觀沒建造完成前，敵人無法得知位置所在。
  - 給予的食物和木材的上限各增加50，而不是一般的各增加10。
  - 首都計時器不會對您有影響。

### IV-火藥時代
- 《瑪雅提卡爾神廟》（建造成本：400食物、400木材）
  - +2奇觀點數。
  - 木材蒐集率增加50%。
  - 木材的商業上限增加100。
  - 寺廟效果（民族邊界、生命點數與攻擊範圍）增加50%。
- 《大報恩寺塔》（建造成本：400財富、400金屬）
  - +2奇觀點數。
  - 生產船隻的速度增加50%。
  - 稀有資源及市場收入增加200%。
  - 儘管沒有生產商人佔領稀有資源，仍可取得領域中所有稀有資源的特別能力。
- 《紅堡》（建造成本：400財富、400金屬）
  - +2奇觀點數。
  - 建造一個可以增加射程、增加生命上限、增加擴充邊界、可以防禦空中攻擊的巨大堡壘。
  - 只要在可以建造堡壘的地方就可以建造；而且不會受到城市奇觀數目的限制。而且在此奇觀沒建造完成前，敵人無法得知位置所在。
  - 堡壘的升級科技為免費，而且所有堡壘的生命上限增加+33%。
  - 任何駐守在堡壘內的單位，治癒速度增加+500%。

### V-啟蒙時代
- 《吳哥窟》（建造成本：500木材、500財富）
  - +3奇觀點數。
  - 金屬蒐集率增加50%。
  - 金屬的商業上限+100。
  - 軍營、馬廄及碼頭單位的生產成本減少25%。
- 《凡爾賽宮》（建造成本：500食物、500金屬）
  - +3奇觀點數。
  - 圖書館內的所有研究成本減少50%（知識成本除外）。
  - 補給車可以治癒在範圍內的單位生命值（法蘭西補給車的治癒速度增加2倍）
  - 攻城、砲兵與補給單位的移動速度增加25%。

### VI-工業時代
- 《自由女神像》（建造成本：600食物、600財富）
  - +4奇觀點數。
  - 免費且立即獲得所有地面和空中單位的升級。
  - 您的單位在敵方領域所受到的損耗損害減少100%。
  - 轟炸機及防空建築的生產/建造成本減少33%。
- 《泰姬瑪哈陵》（建造成本：600木材、600財富）
  - +4奇觀點數。
  - 建築的生命值增加100%。
  - 財富蒐集率增加100%。
  - 財富和商業限制增加300。

### VII-現代
- 《克里姆林宮》（建造成本：700食物、700金屬）
  - +6奇觀點數。
  - 食物、木材、金屬及石油的商業上限增加200。
  - 敵人在您的領域且不在補給車的範圍內的損耗損害增加100%。
  - 迅速生產間諜，不受到人口上限的影響。被消滅後可以免費重新生產。

### VIII-資訊時代
- 《超級對撞器》
  - +8奇觀點數。
  - 在市場買賣貨物的成本，購入不會高過125的財富、出售不會低過50財富。
  - 可以立即完成研究所有非單位升級的所有科技。
- 《太空計劃》
  - +8奇觀點數。
  - 擁有地圖全開的效果。
  - 空軍基地與飛彈筒倉的單位生產速度減少100%、生產成本減少50%。
  - 不會受到核子禁運的影響。

## 稀有資源

### 資源類
- 《魚》（食物+10、財富+10）
  - 基本資源。
- 《糖》（食物+10、木材+10）
  - 所有食物的成本減少10%。
- 《香料》（食物+10、知識+10）
  - 商隊收入增加20%。
- 《琥珀》（木材+10、財富+10）
  - 市場的資源購入價格降低10、資源售出價格增加10。
- 《鑽石》（財富+20）
  - 食物、木材、金屬、財富和知識的商業上限增加10%。
- 《煤》（知識+15、金屬+15）（VI-工業時代才出現）
  - 所有木材的成本降低25%。

### 建築類
- 《菸草》（財富+10、知識+10）
  - 建築物的建造速度增加10%。
- 《大理石》（木材+10、金屬+10）
  - 世界奇觀的建造成本減少10%。
- 《大理石》（財富+10、知識+10）
  - 民族邊界+2。

### 科技類
- 《毛皮》（食物+10、金屬+10）
  - 軍事研究的成本減少25%。
- 《絲綢》（木材+10、財富+10）
  - 商業研究的成本減少25%。
- 《染料》（財富+10、知識+10）
  - 民事研究的成本減少25%。
- 《古代文獻》（木材+10、知識+10）
  - 科學研究的成本減少25%。
- 《銀》（財富+10、金屬+10）
  - 時代演進的成本減少15%。
- 《野牛》（食物+20）
  - 穀倉的研究成本減少33%。
- 《聖物》（知識+20）
  - 研發科技的時間減少33%。

### 生產類
- 《羊毛》（木材+10、知識+10）
  - 生產市民的時間減少33%、生產成本減少15%。
- 《馬》（食物+10、金屬+10）
  - 馬廄和車廠的單位生產成本減少15%。
- 《孔雀》（財富+10、金屬+10）
  - 人口上限增加10%。
- 《棉花》（木材+20）
  - 軍營、馬廄和碼頭的單位生產時間減少25%。
- 《鋁》（鐵礦+20、石油+20）（VI-工業時代才出現）
  - 空軍基地的單位生產成本減少15%、單位生產時間減少25%。
- 《橡膠》（木材+20、石油+20）（VI-工業時代才出現）
  - 馬廄和車廠的單位生產成本減少15%。
- 《鈾》（知識+20、石油+20）（VI-工業時代才出現）
  - 核子飛彈的生產時間減少10%、生產成本減少5%。

### 軍事類
- 《酒》（食物+10、知識+10）
  - 單位的升級成本減少20%。
- 《鯨魚》（食物+10、鐵礦+10）
  - 船隻的移動速度增加20%。
- 《柑橘》（食物+10、木材+10）
  - 船隻在海上會自動恢復生命值。
- 《黑曜石》（知識+10、金屬+10）
  - 弓兵、塔樓、堡壘和城市增加1攻擊力。
- 《銅》（金屬+20）
  - 兵工廠和碼頭單位的生命值增加20%。
- 《鈦》（食物+20、石油+20）（VI-工業時代才出現）
  - 在敵方領域受到的損害減少50%。

## 征服世界戰役
在单人模式的征服世界战役中，玩家必須選擇一支民族並開始遊戲，某些场景的战斗时间也许会超过2个小时。扩展版增加了四个经典的历史战役：亚历山大大帝的远征、美洲殖民、拿破仑和冷战。